# Давид Конфорте
Давид Конфорте или Конфорти (на иврит: דוד קונפורטי) е еврейски духовник (равин) и писател от XVII век в Османската империя. Конфорте е най-известен като автор на литературната история „Коре ха Дорот“.

## Биография
Давид Конфорте е роден около 1618 година в Солун, Османската империя, в семейство на учени. Ранните му учители са равините Израел Зееви, Юда Хираси и Барух Анхел. Учи кабалата при равин Йефет Египтянина и философия при равин Леви Пасриел. Основните му учители обаче са Мордекей Калай и Даниел Естроза. Конфорте се жени за внучката на Менахем де Лонзано. Два пъти пътува до Палестина - веднъж в 1644 и втори път в 1652 година, когато заедно със семейството си се заселва в Йерусалим, където основава учибище (бет ха мидраш). В 1671 година е в Египет, където е съдия (даян) в бейт дин. Има сведения, че е бил и в Смирна.
Умира около 1685 година.

## „Коре ха Дорот“
Основният труд на Конфорте е литературна хроника, известна днес под името „Коре ха Дорот“, която съдържа ученията и писанията от оформянето на Талмуда до неговите дни. Хрониката е разделена на три части. Първите две са за времето преди изгонването на евреите от Испания в 1492 година и са много кратки. Третата част е разделена на 11 поколения и не е систематично подредена. Конфорте използва всички по-ранни исторически трудове като „Сефер ха Кабала“ (Книгата на традициите) на Авраам ибн Дауд, „Юхасин“ на Авраам Закуто и „Шалшелет“ на Гедалия ибн Яхия бен Йосиф, особено първата, от която цитира цели пасажи. Също така събира материал от много печатни и ръкописни отговори и е първият, който събира, споменатите в тях имена. Хрониката му е ценна за еврейската литературна история през XVI и XVII, особено в Османската империя, Италия, Африка и Близкия Изток. Според изследователя на Конфорте Давид Касел хрониката вероятно е написана в Египет, около 1683 година. Конфорте е единствено компилатор и понякога данните му си протиоречат. Оригиналният ръкопис е донесен от Египет от равин Давид Ашкенази в Йерусалим, който, съдейки по бележката му в предговора, я озаглавява „Коре ха Дорот“ и я отпечатва във Венеция в 1746 година без да споменава името на автора. В 1846 година ръкописът е издаден отново критично с бележки и индекс от Давид Касел в Берлин, който следва пагинацията на първото издание. Конфорте също така пише том отговори, за чиято съдба обаче нищо не се знае.
Габриел Конфорто, османски талмудист, споменат в отговорната литература на XVII век, е вероятно син на Давид Конфорте.